# アルファフライト
アルファフライト(Alpha Flight)は、マーベル・コミックのスーパーヒーローチーム。数少ないカナダのスーパーヒーローチームである。ジョン・バーンによって創造され、「アンキャニィX-メン」120号（1979年4月）で初登場した。
その歴史のほとんどにおいてこのチームは、超人的な能力を持つ者たちを取り扱うカナダ国防省の（架空の）一部門「デパートメントH」に属している。チームメンバーのほとんどはイヌイットやファースト・ネーションの伝承のような、カナダを象徴する性質を持っている。
アルファフライトは元々、X-メンのメンバー、ウルヴァリンのバックストーリーの一部でしかなかったが、1983年にバーンはこのチームが活躍する単独のシリーズを書き始め、1994年まで続いた。その後3度の短期的なリバイバルが試みられ、最新のタイトルは2007年4月からスタートした「オメガフライト」である。
アルファフライトのストーリーの多くは、カナダ先住民の伝承に強く影響を受けている。ツンドラという名の復活した悪霊と戦ったこともあり、特にメンバーの一人であるスノーバードは、先住民が信じる女性の精霊（女神）と人間の間に生まれた子供である。

## 第一期
バーンはシリーズ28話までの原作と作画を（あまり気乗りせずに）担当し、別の製作チームに引き継がせた。この時期のシリーズでは一話に一人もしくは二人のメンバーを扱い、チーム全員が登場することは滅多にないというストーリー展開でファンを惹きつけていた。このあまり普通でないアプローチはX-メンやアベンジャーズ、ファンタスティック・フォーといった他のマーベル・コミックのチームタイトルとは対照的だった。
当初のアルファフライトの構成は全員カナダ人であった。
ガーディアン
チームリーダー。元ウェポンアルファのヴィンディケイター。本名ジェームズ・マクドナルド・ハドソン。オタワ出身の科学者でバトルスーツ（強化服）を着込む事で地球の磁場を操作し、飛行もできるようになる。カナダの国旗をモチーフとしたコスチュームを身につけている。
ヴィンディケイター
本名ヘザー・マクニール。ガーディアンことジェームズ・ハドソンの妻。第一期アルファフライト12号で死亡したようにみえたガーディアンからコスチュームを継いでチームのフィールドリーダーとなった。
マリーナ
ニューファンドランド・ラブラドール州出身の水陸両生の女性で、アルファフライトに昇格するまで、サブチームであるベータフライトのメンバーだった。実はプロデックスとして知られる地球外の侵攻勢力の一員である。
ノーススター
本名ジャン・ポール・ボービエ。高速移動と光の発生能力を持つミュータント。マーベル・ユニバースで初めて、公にバイセクシャル（両性愛）である事を明かしたスーパーヒーローである。彼は最終的にX-メンのメンバーとなった。
オーロラ
本名ジャンヌマリー・ボービエ。ノーススターの双子の姉。統合失調症を患っている。ノーススターと同様の高速移動と飛行、分子加速の能力をもつミュータントである。
パック
本名ユージーン・ジュド。サスカトゥーン出身のドワーフの用心棒。怪力と並外れたアクロバット能力を持つ。名はアイスホッケーのパックのごとく、地を滑るように転がる動きに由来する。
サスカッチ
本名ウォルター・ランコウスキ。ブリティッシュコロンビア州出身の科学者。巨大で毛皮に覆われた獣のような姿へ変身する。このキャラクターは元々ハルク同様に、太陽フレアに影響を受けたガンマ線の実験によってパワーを得た事になっていた。最終的には、実は神話の怪物だったことに設定変更されている。
シャーマン
本名マイケル・トゥーヤングメン。カルガリー出身のファースト・ネーションのメディシンマン。熟練の医者にして魔術師。
スノーバード
ナルヤ(Narya)としても知られる。イエローナイフ出身のイヌイットの半神。シロフクロウなど様々な北国の動物に変身できる。
バーンが去った後、シリーズは他の多くのライターに引き継がれ、その中にはビル・マントロ、ジェームズ・ハドナル、Fabian Nicieza、スコット・ロブデル、シモン・ファーマンがいた。130号まで継続し、多くのキャラクターやヴィラン（最も中心的なものはタリスマン、マディソン・ジェフリーズ、ボックス、ダイアモンド・リー、Persuasion、ゴブリンなど。）が登場し、マーベル・ユニバースの他のキャラクターとのクロスオーバーにも登場した。シリーズは1994年に終了した。

## 第二期
1997年、マーベルはシリーズをVolume 2としてキャラクターの大部分を入れ替えて再始動させた。原作はその頃DCコミックスのバーティゴシリーズで知られていたスティーブン・シーグル。作画のほとんどはスコット・クラークとDuncan Roulearu。13号ではゲストとして作画にアシュレイ・ウッドを招き彼にとっては異色の紋切り型のスタイルで描いたが、マーベルのスーパーヒーローコミックではかなり独特なものとなった。このシリーズは1999年にわずか20号を月刊で出版しただけで終了した。新たなメンバーは以下の通りである。
フレックス
本名エイドリアン・コルボ。手足を鋭い兵器に変化させる能力を持つミュータント。彼はラディウスの異母兄弟である。
マンボット
本名Bernie Lechenay。人間、あるいはボックスが製作したロボットサイボーグである。
マーマー
本名Arlette Truffaut。ケベックシティ出身のミュータント。マインドコントロールとテレポーテーションの能力を持っている。
ラディウス
本名ジャレッド・カルボ。力場を発生させる能力を持つミュータント。
ジェネラル・クラーク
デパートメントHの邪悪なる新たな指導者。チームを取り巻く闇の計画の多くの黒幕。12号で犠牲になった事によりいくらか贖罪がなされたといえる。
復帰したメンバーはヴィンディケイター（=ヘザー・ハドソン。新たなコスチュームと新たに地熱に関する力を得た）、若返ったガーディアン（オリジナルのジェームズ・ハドソンのクローンだということが明らかになった。19歳。）、パックである。日本人ミュータント・サンファイアも身体の不自由を治療する方法を探しながら短期間だがメンバーになっていた。
このシリーズの焦点はデパートメントHの首尾一貫して隠されてきた政策とアルファフライトがそのことに応じてきた事である。一つの例としてウォルター・ランコウスキではなく、実際にはビッグフットタイプのモンスターだと分かったサスカッチに対する非人間的な扱いが挙げられる。シリーズはこのアルファフライトがマリナを除くオリジナルのラインナップと共に一つのミッションに臨み、終了した。

## 第三期
2004年、マーベルは『All-New, All-Different』という接頭辞をつけて再びアルファフライトを再スタートさせた。
最初の6号分はサスカッチが新たなチームを結成しようとする様子を描いており、『You Gotta Be Kiddin' Me.』と呼ばれている。
サスカッチがスカウトした新たなチームメンバーには
センテニアル
本名ルザフォード・B・プリンストン3世。97歳。超人的な怪力と不死身と飛行、熱を見る能力を持つミュータントである。サスカッチによって昏睡から目覚めさせられた。
メジャー・メイプルリーフ
本名ルー・サドラー。第二次世界大戦時に活躍した同名のスーパーヒーローの息子。実は、スーパーパワーを有する馬を駆る普通の人間である。
ネメシス
本名アメリア・ウェザリー。かつてのアルファフライトの敵であり味方。飛行能力を持ち、魔法の剣の使い手でもある。
パック
本名Zuzha Yu。第一期および二期のパックの娘。超人的な怪力とスピードと俊敏さを持っている。
ユーコン・ジャック
Yukotujakzurjimozoataとしても知られている。彼は原始的な部族の出身のミステリアスな男であり、彼の父親に金を渡す事でサスカッチが雇った。彼は超人的な強さと耐久力を備えたビッグフットに変身する事ができる。
その後の6号分では『Waxing Poetic』と題してガーディアン、ヴィンディケイター、パック、シャーマンらオリジナルメンバーの帰還を描いている。
シリーズは売り上げ不振によって12号で打ち切りとなった。

## オメガフライト
サスカッチ、ガーディアン、ヴィンディケイター、シャーマン、メジャー・メイプルリーフ二世及び二人のパック達は『ニューアヴェンジャーズ誌』16号で新たなヴィラン、コレクティブ（米国の郵便局員マイケル・ポインターに宿っていた）からの攻撃を受ける。コレクティブは続いてアメリカに渡り、ユーコンテリトリーで彼等の身体から離れた。確認された生存者はサスカッチだけだった。
『アルファフライト』のタイトルは2007年四月に5号構成の短期シリーズ『オメガフライト』としてリランチした。新たなシリーズはMichael Avon Oemingが原作を、スコット・コリンズが作画を担当した。現在のメンバーの中にはベータ・レイ・ビル、USエージェント、アラクネ、タリスマン、そしてガーディアンのユニフォームに似たスーツを身にまとったマイケル・ポインターがいる。サスカッチはグループの勧誘者及びリーダーとして登場した。
Oemingは他のアルファフライトのメンバーも最終的には登場すると言っている。

## ヴィラン
アルファフライトは多くの犯罪者や邪悪な存在と戦ってきた。多くはカナダに拠点を置く彼等独自のものである。特筆すべき例は
- ビッグ・ヒーロー・シックス
- グレートビースツ
- マスター・オブ・ザ・ワールド
- ザ・プロデックス
- デッドリー・アーネスト
- ジェリー・ジャクソンとオメガ・フライト
- ザ・ディレンジャー
- ギルデッド・リリー
- ドリームクイーン
- ペスティレンス
- ピンクパール
- ウェンディゴ

などがいる。

## コレクション
- Alpha Flight Classic Vol. 1, collecting Alpha Flight (volume 1) #1-8
- Alpha Flight Vol. 1: You Gotta Be Kiddin' Me, collecting Alpha Flight (volume 3) #1-6
- Alpha Flight Vol. 2: Waxing Poetic, collecting Alpha Flight (volume 3) #7-12

## 他メディア

### X-メン　アニメシリーズ
アルファフライトはアニメ化されたX-メンの『Repo Man』というエピソードに登場している。ガーディアンは改名前のヴィンディケーター（マック・ハドソン）としてアルファフライトを率い、ウルヴァリンを捕える。カナダ政府は超人計画再開のため、当初の計画通りウルヴァリンをチームに加えるか、さもなくば彼の破壊不可能のアダマンチウム骨格を回収しようとしていた。ストーリーはガーディアンの（ウェポンアルファとしての）原作初登場回である『アンキャニィX-メン』109号に類似していたが、原作ではウェポンアルファが単独でウルヴァリンを追ってきていた。

### インクレディブル・ハルク
ハルクことブルース・バナー博士は、旧友であるドクター・ランコウスキを探そうとカナダを旅した。彼はどうにかして彼を見つけ出し、二人はバナーからハルクを永久に取り除こうと試みる。しかし、ブルースは友人の彼の命を脅かすかもしれない恐るべき秘密を発見する。

## 参照
- List of Flight Members
- en:Beta Flight
- en:Omega Flight